# Campeonato Mundial en Parejas Mixto de la AAA
Il Campeonato Mundial en Parejas Mixto de la AAA (in lingua inglese AAA World Mixed Tag Team Championship) è un titolo utilizzato dalla Lucha Libre AAA Worldwide ed è un titolo combattuto in tag team composti da un uomo ed una donna. 

Il titolo è attivo dal 15 giugno 2003.

## Storia

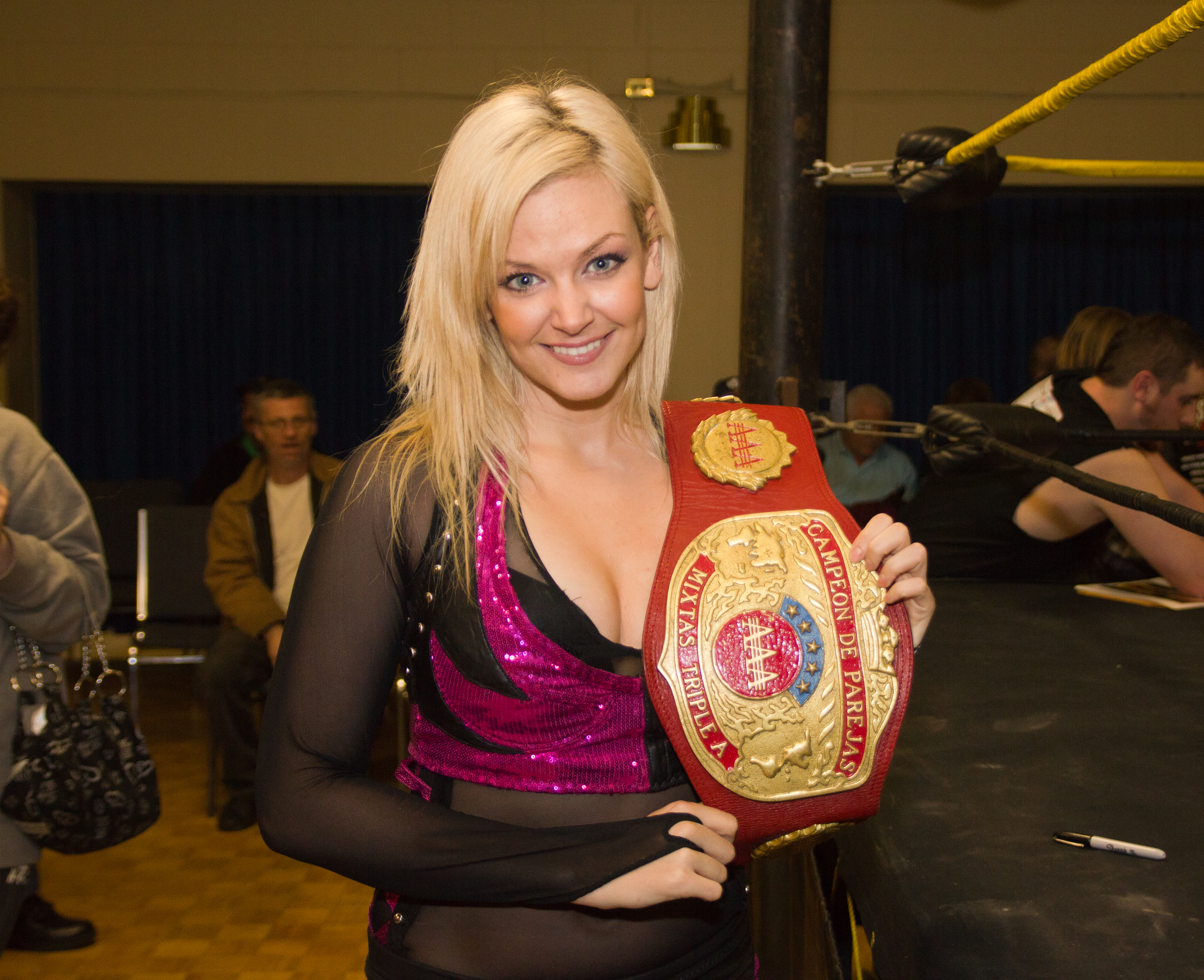
Jennifer Blake con la cintura femminile.

Il campionato stato creato il 15 giugno 2003, durante uno spettacolo del AAA tenuto presso il "Toreo de Cuatro Caminos".
Il team dei fratelli Cynthia Moreno ed El Oriental è l'unico ad averlo vinto due volte.
Una particolarità di questo titolo è che nella cintura femminile predomina il colore rosso mentre quella maschile il colore blu.

## Albo d'oro
| Lottatore                                                | Regni | Data              | Luogo             | Note |
| -------------------------------------------------------- | ----- | ----------------- | ----------------- | --- |
| Electroshock e Lady Apache                               | 1     | 15 giugno 2003    | Naucalpan         | Sconfissero i team di Gran Apache e Faby Apache, El Brazo e Martha Villalobos, Chessman e Tiffany diventando i primi campioni.                                                              |
| Chessman e Tiffany                                       | 1     | 16 settembre 2003 | San Luis Potosí   | |
| Gran Apache e Faby Apache                                | 1     | 1º agosto 2004    | Puebla            | Sconfissero i team di Electroshock e Lady Apache, Chessman e Tiffany, El Oriental e Cynthia Moreno in un four-way match.                                                                    |
| Vacante                                                  |       | 17 luglio 2005    |                   | Reso vacante quando Faby Apache non si presentò a difendere il titolo. |
| Cynthia Moreno ed El Oriental                            | 1     | 10 dicembre 2005  | Guadalajara       | Sconfissero Chessman e La Diabólica nella finale di un torneo. |
| Vacante                                                  |       | 30 novembre 2007  |                   | Reso vacante a causa di un infortunio a Cynthia Moreno. |
| Gran Apache (2) e Mari Apache                            | 1     | 30 novembre 2007  | Ciudad Madero     | Sconfisse Billy Boy e Faby Apache, Espiritu e La Diabolica, Ayako Hamada e Mr. Niebla in a four-way match.                                                                                  |
| Cynthia Moreno e El Oriental                             | 2     | 14 settembre 2008 | Zapopan           | |
| Aero Star e Faby Apache (2)                              | 1     | 6 settembre 2009  | Unión de Tula     | |
| La Legión Extranjera (Alex Koslov e Christina Von Eerie) | 1     | 2 luglio 2010     | Ciudad del Carmen | |
| Faby Apache (3) e Pimpinela Escarlata                    | 1     | 1º ottobre 2010   | Ciudad Madero     | |
| La Sociedad (Alan Stone e Jennifer Blake)                | 1     | 13 marzo 2011     | Morelia           | |
| Halloween e Mari Apache (2)                              | 1     | 7 ottobre 2012    | San Luis Potosí   | In un four way match che coinvolse Atomic Boy e Faby Apache, Fénix e Lolita e con Sexy Star come special referee.                                                                           |
| Drago e Faby Apache (4)                                  | 1     | 19 luglio 2013    | Xalapa            | |
| La Sociedad (Pentagón Jr. e Sexy Star)                   | 1     | 19 aprile 2014    | Città del Messico | |
| Vacante                                                  |       | 19 febbraio 2016  | Querétaro         | Il 5 febbraio Sexy Star annunciò l'intenzione di abbandonare il titolo. il 19 Pentagón Jr. difese il titolo in un handicap match contro Daga e Taya ed in seguito lo abbandonò a sua volta. |
| Big Mami e Niño Hamburguesa                              | 1     | 19 giugno 2017    | Nuevo Laredo      | Sconfisse Lady Shani e Venum vincendo il titolo vacante. |